# Svetovno prvenstvo v hokeju na ledu 1998
Svetovno prvenstvo v hokeju na ledu 1998 je bilo dvainšestdeseto Svetovno prvenstvo v hokeju na ledu. Potekalo je med 22. marcem in 17. majem 1998 v Zürichu in Baslu, Švica (skupina A), ljubljanski dvorani Hala Tivoli in jeseniški dvorani Podmežakla, Slovenija (skupina B), Budimpešti, Székesfehérvárju in Dunaújvárosu, Madžarska (skupina C) ter Krugersdorpu in Pretorii, Republika Južna Afrika (skupina D). Zlato medaljo je osvojila švedska reprezentanca, srebrno finska, bronasto pa češka, v konkurenci dvaintridesetih reprezentanc, šestič tudi slovenske, ki je osvojila osemnajsto mesto. To je bil za švedsko reprezentanco sedmi naslov svetovnega prvaka. 

## Dobitniki medalj
| Zlato | Srebro | Bron |
| ŠvedskaTommy Salo Johan Hedberg Mattias Öhlund Kim Johnsson Jan Mertzig Niclas Hävelid Mattias Norström Hans Jonsson Johan Tornberg Christer Olsson Anders Huusko Mikael Johansson Tommy Westlund Mats Sundin Nichlas Falk Jonas Bergqvist Mikael Renberg Peter Forsberg Ulf Dahlén Peter Nordström Patric Kjellberg Jörgen Jönsson Fredrik Modin Niklas Sundström | FinskaAri Sulander Jarmo Myllys Vesa Toskala Kimmo Timonen Jere Karalahti Marko Kiprusoff Toni Lydman Janne Laukkanen Petteri Nummelin Antti-Jussi Niemi Kaj Linna Raimo Helminen Ville Peltonen Sami Kapanen Antti Törmänen Juah Ikonen Mika Alatalo Mikko Eloranta Kimmo Rintanen Jarkko Ruutu Joni Lius Olli Jokinen Marko Tuomainen Toni Mäkiaho | ČeškaMilan Hnilička Roman Čechmánek Martin Prusek František Kučera František Kaberle Jiří Vykoukal Libor Procházka Robert Kántor Jiří Šlégr Václav Burda Radek Bělohlav Pavel Patera Martin Procházka David Výborný Ladislav Lubina Jiří Dopita Marián Kacíř Jan Hlaváč Robert Reichel Petr Sýkora Josef Beránek David Moravec Patrik Eliáš Milan Hejduk |

## Končni vrstni red
1. Švedska
2. Finska
3. Češka
4. Švica
5. Rusija
6. Kanada
7. Slovaška
8. Belgija
9. Latvija
10. Italija
11. Nemčija
12. ZDA
13. Francija
14. Kazahstan
15. Avstrija
16. Japonska
17. Ukrajina
18. Slovenija
19. Estonija
20. Danska
21. Norveška
22. Združeno kraljestvo
23. Poljska
24. Nizozemska
25. Bolgarija
26. Avstralija
27. Izrael
28. Belgija
29. Južna Afrika
30. Nova Zelandija
31. Turčija
32. Grčija